# Marcos Losekann
Marcos Losekann (Independência,  8 de janeiro de 1966) é um jornalista e escritor brasileiro.

## O escritor
Durante o período que trabalhou na TV Globo São Paulo, Marcos Losekann lançou seu primeiro livro, O Ronco da Pororoca, Histórias de um Repórter na Amazônia, lançado pela Editora Senac.
Antes de deixar o Oriente Médio, Losekann lançou seu primeiro livro não-reportagem, O Dossiê Iscariotes (editora Planeta do Brasil), o primeiro da trilogia Entrevista com Deus, seguido do O Segredo do Salão Verde (2007), e do terceiro e último livro da trilogia, Entre a Cruz e a Suástica, lançado em maio de 2009. Trata-se de obras de ficção, mas com resquícios de realidade.

## Vida pessoal
O jornalista foi casado com Ana Lélia, uma educadora natural de Ituiutaba, Minas Gerais, com quem tem duas filhas: Helena e Mariana. Atualmente, Losekann é casado com a comerciária, Fernanda de Oliveira Sampaio, mineira de Belo Horizonte e é padrastro de João (28/11/18). 

## Críticas e controvérsias
Existem boatos de que Losekann teve supostos atritos com a apresentadora Sandra Annemberg: sentindo-se desprestigiado pela então chefe dos escritórios de Londres, que privilegiava o marido também correspondente, Ernesto Paglia, Losekann se queixou à própria Sandra. Ela, por sua vez, teria se negado a conversar, sugerindo que Losekann enviasse suas “queixas” via e-mail que, por sua vez, ela repassou à direção do jornalismo no Brasil. Pouco depois do suposto ocorrido, Sandra foi chamada de volta ao Brasil, apesar da TV Globo inicialmente ter cogitado trazer Losekann e não a jornalista de volta.